# Charles Berberian
Charles Berberian   (Bagdad, 28 de maig de 1959)  és un artista i autor de còmics que viu i treballa a França.

## Biografia
Berberià va néixer a Bagdad, Iraq, la família de Berbérian es va traslladar de Bagdad a Beirut poc després del seu naixement on hi va passar part de la seva infantesa. Va arribar a França el 1975, va començar a estudiar Belles Arts a l'École Olivier-de-Serres, a París, on va conèixer el dibuixant François Avril. Els primers treballs de còmic, els va publicar al fanzine Band'à Part, amb un estil  influenciat per l'il·lustrador Ralph Steadman i per Tomi Ungerer.
El 1983, va conèixer Philippe Dupuy, amb qui va començar una col·laboració que es va allargar en el temps, sota el nom de Dupuy-Berberian, van publicar més de 25 àlbums i moltes il·lustracions. La col·laboració es duu a terme sense cap separació concreta de tasques. Tots dos treballen tant en els dibuixos com en els escenaris. Les seves obres tenen elements autobiogràfics, però barregen experiències reals amb ficció. El 1989, Le Journal d'Henriette va guanyar l'Alph-Art Coup de Coeur al festival d'Angoulême. El 1999, Monsieur Jean va guanyar l'Alph-Art al millor àlbum francès.
Al 35è Festival Internacional de Còmics d'Angulema 2008, va rebre el Grand Prix de la Ville d'Angoulême juntament amb Philippe Dupuy.

## Obres (selecció)

### Amb Philippe Dupuy
- 1988: Le Journal d'Henriette (3 volums fins al 1991 a Les Humanoïdes Associés)
- 1991: Monsieur Jean (7 volums fins al 2005 a Les Humanoïdes Associés), alemany a Reprodukt
- 1996: Carnets de voyage (5 volums finsel 2007 a Éditions Cornélius)

### Altres
- 1985: Sauve qui peut, il·lustrador François Avril
- 1986: Des mouches pour Nemon, il·lustrador Ausel
- 2002: Cycloman, il·lustrador Grégory Mardon
- 2012: Cinerama. Une sélection des meieurs plus mauvais films du monde, Fluide Glacial, París 2012.